# Bontebrugkerk
De Bontebrugkerk, ook wel de Gereformeerde kerk, is een gereformeerd kerkgebouw in de Nederlandse plaats Bontebrug (gemeente Oude IJsselstreek, provincie Gelderland). De kerk is in 1949 gebouwd. De eerste kerk in Bontebrug is in 1887 gebouwd en werd in 1932 vervangen door een grotere kerk. In 1945 werd deze kerk verwoest, doordat een munitiewagen voor de kerk ontplofte. In de jaren erna werd een nieuwe kerk gebouwd, naar ontwerp van Evert Jan Rotshuizen. De toren is in 1952 gereedgekomen.
De kerk is opgezet als zaalkerk en heeft een vierkante toren die in het portaal is verwerkt. Een kleine naaldspits completeert de toren. In de kerk is een uit 1874 stammend orgel aanwezig, oorspronkelijk afkomstig uit Wales. Voor de plaatsing van het orgel moest de kerk aangepast worden.
De kerk is aangewezen als gemeentelijk monument. 